# Жан Фуке
Жан Фуке (на френски: Jean Fouquet – ок. 1420 – ок. 1481) е френски художник миниатюрист и портретист, първият представител на френския Ренесанс. Основава т. нар. Лоарска школа в Тур, Франция.

## Биография
Фуке се ражда в град Тур в долината на река Лоара.
През втората половина на 15 век Тур в долината на Лоара става резиденция на френските крале Шарл VII и Луи XI, превръщайки се по този случай в един от най-големите художествени центрове на Франция. В началото на 40-те години на 15 век Жан Фуке учи в Париж, след което отива в Италия където се запознава с изкуството на италианския Ренесанс (1445 – 1447). След завръщането си от Апенините се жени и отваря свое ателие. Работи в двора на Шарл VII (до 1461) и Луи XI. През 1474 г. получава титлата „кралски художник“. Рисува портрети на най-изтъкнатите личности на Франция, сред които краля, ковчежника Етиен Шевалие и канцлера Гийом Дезюрсен.

## Произведения
Към значителните произведения на художника може да се отнесе т.нар. „Мелюнски диптих“ (ок. 1451 – 1456), поръчан на Фуке от ковчежника на краля Етиен Шевалие за църквата в неговия роден град Мелюн.

### Книжна графика
- Шедьовър на Фуке са миниатюрите от „Часослова на Етиен Шевалие“ (1450 – 1460), нямащи равни на себе си по художествени достойнства. Особено красиви са миниатюрите „Благовещение“, „Среща на Мария и Елисавета“, и други, създадени по сюжети от Свещеното писание.
- В края на 1450-те години художникът създава илюстрации към сборника на новели на Джовани Бокачо.
- Великолепните му миниатюри към ръкописа „Големи френски хроники“, поръчани от Шарл VII (друга ръкопис на „Големите френски хроники“ е илюстрирана от Симон Мармион по поръчка на херцога на Бургундия Филип III Добрия). Миниатюрите на „Хрониките“ на Фуке прославят френския кралски дом, живота на който протича в пирове и тържества, церемонии („Карл Велики намира тялото на Роланд“, „Пир в чест на Карл IV“, „Короноване на Карл Велики“, „Живота на Луи II“ и др.).
- Ценно наследство от Жан Фуке са миниатюрите към „Юдейски древности“ на древноеврейския историк Йосиф Флавий („Строителство Йерусалимския храм“, „Превземане на Йерихон“, „Превземане на Йерусалим“, „Птоломей в Йерусалим“ и др.), създадени през 70-е години на XV в. В тези миниатюри художникът се разкрива като майстор на баталните сцени.

### Миниатюри от Големите френски хроники
- император Карл ІV в Сен Дени
- Едуард І и Филип ІV Красиви
- Връщането на Изабел от Англия
- Карломан
- Свети Урбан
- Смъртта на Роланд
- Влизане на кръстоносците в Константинопол
- Коронация на Лотар
- Дагоберт
- Коронация на Луи VІ Дебелия
- Коронация на Филип ІІ Август
- Коронация на Мария Брабантска
- Сватбата на Шарл ІV и Мария Люксембург
- Посрещане на Жан ІІ Добрия
- Посрещане на Шарл V в Париж
- Карл IV в Камбре
- Пир на крал Шарл V в чест на имп. Карл ІV и Вацлав
- император Карл ІV в Париж
- Смъртта на Бертран дьо Геклен

### Композиционна геометрия на диптиха отМелюн
Десният елемент от диптиха представлява Богородица, държаща бебето Исус на лявото си коляно, готвеща се да го кърми, заобиколена от ангели-херувими. Нарисуваната сцена съдържа ярък контраст между девата с младенеца в бял цвят на кожата и обкръжаващата я среда от ангели в червено и синьо. Девата е седнала на трон, богато украсен обърнат директно към зрителя, херувимите също гледат фронтално към зрителя. Единствено бебето е обърнато с поглед леко на дясно като сочи с пръст дарителя.
Художествената техника се основава на два обърнати петоъгълника, създаващи по този начин един десетоъгълник вписан в кръг. Централната фигурна група на Мадоната с младенеца се вписва в триъгълник, очертан в горната си част от короната на Богородица, а в долната от края на мантията от едната страна и крака на детето от друга. Друг по-малък петоъгълник има около лицето на Богородица. Геометрията, използвана от Фуке подчертава кралския характер на Богородица: тя е едновременно кралицата на ангелите, но и намеквайки за предполагаемия модел – Агнес Сорел – кралска любовница на Шарл VІІ.